# Ted Simmons
Ted Lyle Simmons (Highland Park, Míchigan, 9 de agosto de 1949), más conocido como Ted Simmons, es un exjugador profesional estadounidense de béisbol que se desempeñó en la posición de cácher en las Grandes Ligas de Béisbol (MLB). Es miembro del Salón de la Fama del Béisbol.

## Carrera
Simmons jugó como profesional trece temporadas en St. Louis Cardinals (1968-1980), después pasó a Milwaukee Brewers (1981-1985), luego a Atlanta Braves, donde jugó tres temporadas (1986-1988), y fue el equipo en el que se retiró.

## Reconocimiento
En 2020, ingresó como miembro al Salón de la Fama del Béisbol.